# لا بوربانش
لا بوربانش (به فرانسوی: La Burbanche) یک کمون در فرانسه است که در Canton of Virieu-le-Grand واقع شده‌است.

## خصوصیات
لا بوربانش ۱۰٫۸۲ کیلومترمربع مساحت و ۶۸ نفر جمعیت دارد و ۳۵۰ متر بالاتر از سطح دریا واقع شده‌است.